# Hans Preuße
Hans Hermann Arno Preuße (* 5. November 1918 in Dresden; † 29. September 1991 ebenda) war ein deutscher Grafiker und Maler, Illustrator zahlreicher Bücher und Baumforscher.

## Leben
Nach dem Realschulabschluss begann Hans Preuße im Oktober 1935 das Studium der Gebrauchsgrafik an der Staatlichen Akademie für Kunstgewerbe in Dresden. Sein Professor in der Abteilung Grafik war Arno Drescher, der ihn förderte und 1938 zum Meisterschüler ernannte. Zugleich nahm Preuße privaten Malunterricht bei Karl August Breitfeld (1902–1977). Durch die Einberufung in die Wehrmacht musste er sein Studium September 1939 beenden. Es folgten sieben Jahre Kriegsteilnahme und sowjetische Gefangenschaft, aus der er im Herbst 1946 zurückkehrte. Durch die Bombardierung Dresdens am 13. Februar 1945 verlor Preuße sein Hab und Gut, in weiterer Folge davon auch seine Frau. Er fand bald wieder Arbeit in seinem erlernten Beruf als Grafiker, und zwar, nach seinen eigenen Angaben, ab 1947 eine 37-jährige freie Mitarbeit als Illustrator populärwissenschaftlicher und Fachbücher im Neumann Verlag in Radebeul. Mit dem Verleger Martin Schönbrodt Rühl zusammen entwickelte er Bücher, in denen der Zeichnung breiter Raum gegeben wurde.
Diese reich illustrierten Bücher waren zum Teil in vielen und hohen Auflagen auf dem Markt und auch über den deutschsprachigen Raum hinaus weit verbreitet, in der DDR jedoch schwer zu erhalten.
Unter anderen „Rat für jeden Gartentag“ mit etwa 1.200 Zeichnungen, Gesamtauflagenhöhe bis jetzt 1,5 Millionen Exemplare; „Orchideen pflegen vermehren züchten“, das außer bei uns von den USA über England bis Australien aufgelegt wird; exportintensiv sind auch „Aquarienpraxis kurz gefaßt“ und „400 Ratschläge für den Hundefreund“, beide in vielen Sprachen.
Die Themen spannen sich von „Zimmerpflanzen“, „Rosen“ bis zu „Obstbau“ und „Forstwirtschaft“,- von „Bienen“ über „Terrarien“ bis zu „Schwein“ und „Rind“. Jedes Mal war ein intensives Eindenken in das jeweilige Fachgebiet notwendig, bevor das Inhaltliche methodisch und anschaulich in Bildfolgen oder als Ratschlagillustration umgesetzt werden konnte. In der Regel wurden die Bildunterlagen im unmittelbaren Kontakt mit dem Objekt geschaffen. Im Jahr 1952 schloss Preuße eine zweite Ehe.
Nach Beendigung der Berufsarbeit und Ausheilung eines Herzinfarktes im Januar 1984 beschloss Preuße, seine gesammelten umfangreichen Materialien, Aufzeichnungen und Erkenntnisse aufzubereiten und der Öffentlichkeit zugängig zu machen. Aus der intensiven beruflichen Beschäftigung mit Obst- und anderen Bäumen entwickelte Preuße im Laufe der Jahre neue Gesichtspunkte, die er in einem eigenen Buch veröffentlichen wollte. Dazu kam er nicht mehr; am 29. September 1991 verstarb er an einem zweiten Herzinfarkt.

## Werke (Auswahl)
- mit Georg Buß und Brigitte Grübler: Der Baum – Mittler zwischen Himmel und Erde. B. Grübler, Dresden 2009, ISBN 3-000-26611-9.
- mit Georg Buß: Zugang zum Baum – Grundlagenbeiträge zur Dendrologie mit besonderer Hinsicht auf den Obstbau. Selbstverlag, Klagenfurt 2018, ISBN 978-3-200-05438-7.
- mit Franz Böhmig: Rat für jeden Gartentag. Ein praktisches Handbuch für den Gartenfreund. Eugen Ulmer Verlag, 2010, ISBN 978-3-7402-0157-9.
- mit Gerhard Friedrich: Ratschläge für den Obstgarten. Eine Anleitung für den Selbstversorger. Neumann, 1991, ISBN 3-740-20096-0.
- mit Gerhard Friedrich: Obstbau in Wort und Bild. Neumann, 1988, ISBN 3-894-40537-6.
- mit Claus Zeiler: 300 Ratschläge für den Freizeit-Imker. Neumann, 1986.
- mit Walter Richter: Orchideen pflegen, vermehren, züchten. Neumann-Neudamm Verlag, 1976, ISBN 3-7888-0135-2.
- mit Hans Frey: Aquarienpraxis kurz gefasst, eine Aquarienfibel in Wort und Bild. Neumann-Neudamm, 1970.
- mit Manfred Koch, Martin Schönbrodt-Rühl: 400 Ratschläge für den Hundefreund. Neumann-Neudamm, 1963.
- mit Hans Thomale: Die Orchideen: Einführung in die Kultur und Vermehrung tropischer und einheimischer Orchideen. E. Ulmer, Stuttgart 1957.[1]
- Friedrich Hilkenbäumer: Zweckmäßige Arbeitsweise im Obstbau: Anzucht von Obstbäumen: (einschließlich Veredlungsverfahren) mit Zeichnungen von Hans Preusse. Band 2, Neumann, 1959.